# Mandoto (geslacht)
Mandoto is een geslacht van vlinders van de familie slakrupsvlinders (Limacodidae).

## Soorten
- M. orthogramma (Hering, 1954)
- M. sogai (Viette, 1965)
- M. turlini Viette, 1980